# スポーツうるぐす
『スポーツうるぐす』は、1994年4月2日から2008年9月28日まで放送された日本テレビ系列の週末スポーツニュース番組。デジタルハイビジョン放送（地上デジタル放送のみ）。本項では、2008年10月4日から2010年3月28日まで放送されていたリニューアル版『SUPERうるぐす』（スーパーうるぐす）も扱う。

## 概要
1994年の春改編により、それまで『きょうの出来事 Sports&News』のタイトルでニュースと統合して放送されていたスポーツニュースを独立する形でスタートした。
総合司会並びに企画構成は、元巨人軍投手で日本テレビ野球解説者の江川卓。題目の「うるぐす」は江川の名のローマ字「SUGURU（スグル）」を逆さま「URUGUS（ウルグス）」にしたもの。ちなみに、この番組名の名付け親は当時の日本テレビの社長だった氏家齊一郎である。
1999年4月にはそれまで一部ネットセールスだった「スポーツMAX」がローカルセールス枠に移行する代わりに、この番組が一部ネットセールスに移行。番組前半に1分半のネットCMが流れる。（現在の「Going!Sports&News」へと継続。但し提供表記のみでアナウンサーによる読み上げは無し）
2005年9月からオープニングのフォーマットが変更され、オープニングテーマ曲のPVに乗せてその日のヘッドラインを紹介するスタイルとなったが2006年9月2日にフォーマット再更新、江川の投球アニメーションが映し出されるという、2005年8月以前に近いスタイルに戻った。
なお、2008年10月より、江川に加えて堀尾正明（元NHKアナウンサー）を新キャスターとして迎え、『SUPERうるぐす』に改題、大幅にリニューアルされて再スタートした。なお、EPGでは「江川×堀尾のSUPERうるぐす」と表記される。

## シリーズの終焉
2010年春の改編で3月28日をもって終了することが決まった。これにより、1994年4月から始まった「うるぐすシリーズ」は16年の歴史に幕を降ろした。4月からの後継番組『Going!Sports&News』には江川は引き続き出演する（但し、同番組での江川の役割はコメンテーター）一方、堀尾は2010年3月29日からスタートするTBS・JNNの新情報・報道番組『Nスタ』（2009年9月末から放送され、堀尾が総合司会を務めていた情報番組『イブニングワイド』を枠大リニューアルさせた番組）のメインキャスターに就任することが先に決まっていた事情もあり、『SUPERうるぐす』終了とともに日テレのスポーツニュース番組からは降板した。

## 放送時間の変遷
以下の放送時間は全てJST。
| 期間 | 土曜            | 日曜            |
| --- | --------------- | --------------- |
| 1994年4月2日 - 1999年3月28日 | 23:45 - 翌0:251 | 23:45 - 翌0:15  |
| 1999年4月3日 - 2000年10月1日 | 23:45 - 翌0:25  | 23:45 - 翌0:25  |
| 2000年10月7日 - 2001年4月1日 | 翌0:10 - 0:502  | 23:45 - 翌0:25  |
| 2001年4月7日 - 2006年9月24日 | 23:55 - 翌0:353 | 23:30 - 翌0:103 |
| 2006年9月30日 - 2008年3月30日 | 23:55 - 翌0:354 | 23:55 - 翌0:354 |
| 2008年4月5日 - 2009年3月29日 | 23:55 - 翌0:405 | 23:55 - 翌0:405 |
| 2009年4月4日 - 2010年3月28日 | 23:55 - 翌0:35  | 23:55 - 翌0:35  |
| - 1 1996年7月までよみうりテレビのみ0:45 - 1:25に放送。同年8月以降は同時ネット。 - 2 『ナイナイサイズ!』開始に伴う。 - 3 『きょうの出来事』との枠交換に伴う。 - 4 『Music Lovers』開始に伴う。 - 5 不明 - 12月末まではさらに5分拡大し0:45まで。 |                 |                 |

かつては『きょうの出来事』の後に放送されていたが、週末は平日と比べニュースが少ない上、週末はスポーツイベントが多いので、スポーツ情報強化を目的に2001年春より『きょうの出来事』と放送時間を入れ替えている。
ネット局の対応
土曜日のみクロスネット局のテレビ宮崎（UMK）ではフジテレビ『土曜プレミアム』の放送枠との兼ね合いで遅れて放送される場合があり、その場合はネット素材をUMKで録画して、この番組の前の定時番組（『週末のシンデレラ 世界!弾丸トラベラー』）明けから放送している。逆に、日本テレビでの放送時間が特番等で遅くなる場合、番組の性質から（報道番組と同じように）撮って出しが出来ないので、「土曜プレミアム」とその後に放送される自社番組『MIYAZAKI経済ナビ』が終了した後、穴埋めの単発番組（配給番組が多い）を放送してから、『世界!弾丸トラベラー』に続いて同時ネットされる。
前述した通り番組開始当初、日曜日未明（土曜日深夜）は関西エリア（読売テレビ）のみ『たかじんnoばぁ〜』を23:45から放送していたため1時間遅れの疑似生放送となっていた。
また、テレビ宮崎では、週末のみフジテレビ系列のスポーツニュース（『プロ野球ニュース』→『すぽると!』）をネットしていたためこの番組は最初未放送だった（ただし両系列の都合で臨時にネットされることもあった）が、2001年4月より日曜日のスポーツ枠が『EZ!TV』に吸収されネット不可能となったことに伴い、日曜日のみこの番組のネットに移行することで、テレビ宮崎でのこの番組のネットがスタートした。そして2年後の2003年4月より土曜日の『すぽると!』にニュース枠が内包されたことを機にフジテレビ系列のスポーツニュースのネットから完全離脱、土曜日・日曜日ともにこの番組のネットに一本化された。なお、『FNSの日』の放送のある日は内包コーナーでスポーツニュースを放送する関係から放送休止となった。
特別番組との関係
春秋の特番編成期間中も『恋のから騒ぎ』、『世界!弾丸トラベラー』（以上土曜日）、『中井正広のブラックバラエティ』、『ダウンタウンのガキの使いやあらへんで!!』、『Music Lovers』（以上日曜日。ローカル差し替え地区あり）は原則的に休止せず放送するため、それらの番組終了後から生放送される。そのため、0時台後半以後に延期されることもある。
毎年8月に放送されている『24時間テレビ 「愛は地球を救う」』でも土曜の放送は1コーナー扱いで放送されていた。この日はその年のメインパーソナリティーや深夜枠の進行者がゲスト出演している。放送時間も定刻ではなく大体25時台になっている他、当初は本番組のスタジオからの放送だったが、途中から深夜枠のS1スタジオに本番組のキャスター陣が出張する形に変更された。内容もプロ野球、特に巨人戦中心（ビジターで雨天中止の場合は阪神戦など）となり、他球団の試合結果はテロップのみとなる。その後、スタジオでセ・リーグの優勝争いについてメインパーソナリティーや深夜枠の進行者が江川に質問するパターンが主流で、サッカーやゴルフなどその他のスポーツは駆け足で伝える。なお、2009年の『24時間テレビ』内での放送には、前年秋に番組に加入した堀尾は出演しなかった。
また、国政選挙の投票日に選挙特別番組が組まれる場合、特番に内包する形で15分間の短縮版で放送されていた。ただし2009年の『ZERO×選挙』に内包された際、『24時間テレビ』同様堀尾はこちらにも出演しなかった。

## 出演者

### メインキャスター・サポートキャスター
| 期間                          | メインキャスター | サポートキャスター | サポートキャスター |
| 期間                          | メインキャスター | 男性               | 女性               |
| ----------------------------- | ---------------- | ------------------ | ------------------ |
| 1994年4月2日 - 1998年9月27日  | 江川卓           | 鈴木健             | 豊田順子           |
| 1998年10月3日 - 2000年3月26日 | 江川卓           | 鈴木健             | 柴田倫世           |
| 2000年4月1日 - 2004年11月28日 | 江川卓           | 鈴木崇司           | 柴田倫世           |
| 2004年12月4日 - 2006年9月30日 | 江川卓           | 鈴木崇司           | 鈴江奈々           |
| 2006年10月1日 - 2008年3月23日 | 江川卓           | 田辺研一郎         | 古閑陽子           |
| 2008年3月29日 - 2008年9月28日 | 江川卓           | 田辺研一郎         | 松尾英里子         |
| 2008年10月4日 - 2010年3月28日 | 江川卓 堀尾正明  | 田辺研一郎         | 松尾英里子         |

備考
- サポートキャスターは当時・現職の者も含め全て日本テレビアナウンサー。鈴木健は前身である『きょうの出来事 Sports&News』のスポーツキャスター（月曜日 - 木曜日）から続投。
- 江川の休養時（夏期休暇・年末年始休暇）には、江川と同じく当時日テレの野球解説者であった掛布雅之・中畑清らが代理キャスターを担当することがあった（ただし、年末年始休暇の時などは代役を立てないこともあり、その際はサポートキャスター陣のみでの進行となっていた）。堀尾の加入以降、このようなケースの場合は堀尾が一人でメインを務める形になっていた。
- 堀尾の加入以降、番組進行は主に堀尾が務め、江川はコメンテーター的立場となっていた。堀尾登板以前は女性サポートキャスターが事務的な進行を担っていた。
- 鈴木崇、鈴江は2006年10月の新番組『NEWS ZERO』に異動。松尾も2009年10月から金曜日の同番組サブキャスターを兼務した。
- 江川は『Going!Sports&News』も続投（ご意見番として）。

### 歴代解説・コーナー担当
サッカー
- 都並敏史
- 武田修宏
- 城彰二

相撲
- 花田勝
- 芝田山親方（元横綱・大乃国）
  - 原則として、大相撲本場所期間中のみの出演。

競馬
- 高橋源一郎
- 髙田万由子
- 鮎川なおみ（アシスタント）
- 阿部幸太郎
- 杉本清（GIシーズンのみ）

### 歴代ナレーション
- 高塚正也（ナレーション及び影アナ）
- 鈴木麻里子（ナレーションのみ）
- 岩井証夫（ナレーションのみ。後に降板）
- 大神いずみ（マスコットキャラ・うるぐす君の声。後に降板）
- 松本考平（ナレーション）

## 主なコーナー

### 通年のコーナー
うるぐすディスカバリー
1か月間のスポーツの知られざる話題を「〜あまり知られていない」という形式で取り上げる、月1回の特集。
ハテナポン!
野球に関する事柄を限定し、疑問を解決する。それまでのジャイアンツ応援コーナーに代わって設けられ、ジャイアンツに限らず全球団を対象にしている。
海外サッカー超速報
海外のサッカーリーグで日本人選手の出場がある際に、エンディングでその試合の速報を伝える。

### シーズン限定のコーナー
ナイターシーズンのみのコーナー
- 江川なあなた〜センター試験

2006年度からスタート。2005年度までの「江川な人」のリニューアルバージョンで、土曜日に放送。視聴者からのその日の「勝負の分かれ目」（とその理由）の投稿を番組公式サイトで受け付け、江川が生放送で添削する。なお、応募の際は必ずペンネームでなければならない。
- こじつけvsプロの目

2007年春シーズンからスタートした競馬コーナー。去年の秋のG1をダジャレや時事ネタをベースにした「こじつけ」で数多く的中させ、「競馬はこじつけだ」と結論づけた江川と、これに対して「競馬はあくまでも情報・データ・騎手の調子の分析だ。」と語る杉本との対決方式。1レース1万円の資金で桜花賞〜宝塚記念までの勝負となる（NHKマイルカップは予想せず）。
ゲストコーナー
- 2008年3月までは随時行っていたが4月以後は毎回実施。スポーツ界、あるいはスポーツに精通している各界の著名人が出演する。

ナイターオフのみのコーナー
- FIFAクラブワールドカップ コーナー

2006年から実施。主に今大会の大陸王者の情報や大会開催まで今コーナー期間内にはアフリカ・アジア両大陸選手権のリポートを送る。

### 歴代のコーナー
江川な人
江川卓がその日のジャイアンツの試合において、結果を知る前に勝負の分かれ目を見つけ、その分かれ目について解説するコーナー。なお、公式サイトでは試合終了まで、視聴者からの「勝負の分かれ目」予想を受け付けており、見事に当てると江川な人認定書が進呈される。しかし、その分かれ目だけではなく、その理由まで完璧に当てないと当てたことにはならない。
当初は土日双方で展開されていたが、「連覇値」（後述）の登場とともに土曜日限定となった（日本シリーズを除く）。
2005年度については読売ジャイアンツが早々と優勝争いから脱落し、野球パートの比重を阪神と中日の優勝争いにシフトさせるため、シーズン途中の8月20日の放送をもって打ち切られた（但し日本シリーズ時は「江川な人的見方」と題して行っていた）。翌2006年度からは「江川なあなた」へ移行。
巨人一週間→今週のジャイアンツ愛→G愛勇気→ジャイアンツ城
ジャイアンツ応援コーナー。長嶋茂雄監督時代は「巨人一週間」というタイトルだったが、原辰徳監督就任時に「今週のジャイアンツ愛」というタイトルとなり、同監督就任2年目に「G愛勇気」に改題された。さらに堀内恒夫監督就任時に「ジャイアンツ城」となったが、2004年の12月をもって一連のジャイアンツ応援コーナーは廃止。同様の企画は単発の特集で対応している。
これらのジャイアンツ応援コーナーの前身として「カルトG」というコーナーもあった。
連覇値（2004年のみ「ほりう値」）
2003年春より日曜定例コーナーとしてスタート。前の年の首位チームの戦力を100として、この週のジャイアンツの戦力を数値化するというもの。各選手に持ち点（タイトルホルダーなら15点、3割バッター・10勝投手なら10点、その他のレギュラー野手及び先発・中継ぎ・抑えのローテーション投手なら7点 - 8点、それ以外は6点以下）が与えられており、選手の故障離脱及び復帰や選手の調子などで変動する。
基本的にはジャイアンツのみ数値を出しているが、1ヶ月に1度全球団の数値を出すスペシャルが展開され、その際は柴田アナウンサーがロケに出て、各球団の選手にインタビューしていた（柴田アナの勇退後は鈴江アナと鈴木崇司アナの2人で担当）。同じ形式でパリーグバージョン「連パ値」が展開されることもある。
2004年は連覇値から「ほりう値」に改題。他球団の戦力値が毎週出るようになった（しかし、ジャイアンツを除き、内訳はスペシャルの時のみの発表だった）が、アテネオリンピックや球界再編問題の影響で、この年のシーズン後半には殆どこのコーナーは展開されなくなってしまった。
2005年は「連覇値」のタイトルに戻して再スタートしているが、1か月に1度のスペシャルの放送のみのようで、通常の日曜日においては普通の試合解説のみとなっている。この年も読売ジャイアンツの低迷からか終盤は殆ど展開されなかった。
GruppeF・jetzt
2006 FIFAワールドカップドイツ大会に備えたコーナーで、2006年1月からスタート、原則として日曜日放送。日本代表と予選Fグループでの対戦相手の動き、および日本代表選手関連の取材VTRを放送。2004年度までの「サタデーナイトサッカー」同様に海外現地に乗り込んでの取材も行われる。コーナータイトルはドイツ語で、「グループFの今」という意味である。
MSJ
2005年度のJリーグコーナー。2004年度まで「サタデーナイトサッカー」に内包されていたものが独立。毎回の試合について、武田が「SJ」（＝スゴイJリーガー）を1試合につき1名、「MSJ」（最もスゴイJリーガー）を1節につき最大1名（該当者なしの場合もある）選定し、MSJに選ばれた選手には、「MSJタオル」が進呈。さらに、2005年度はこれに加えSJを1点、MSJを3点の計算で年間ランキングを決定、その結果ガンバ大阪のアラウージョが年間1位となった。しかし2006年からはワールドカップイヤーということから海外サッカー中心の『GruppeF・jetzt』へ移行、Jリーグについては試合結果のみの報道となっている。
サタデーナイトサッカー
2004年度以前の土曜定例のコーナーで、2005年度の「MSJ」も元々はこのコーナーに内包されていた。Jリーグの結果のほか、この一週間の海外サッカーの動き、また海外サッカーでの日本人選手関連の取材VTRを放送していた。日本人選手関連VTRは海外での関係者取材が多い。なお、2005年度以降、海外サッカー情報は随時単発の特集として放送されているほか、2006年は『GruppeF・jetzt』のコーナーでもフォローしている。
スポーツワイドランキング
「うるぐすディスカバリー」の前身とも言うべきコーナー。1週間のスポーツの話題をランキング形式で紹介していた。
卓と源一郎の夢競馬
スタート当初の数年間、高橋源一郎がレギュラー出演したときに放送された企画である。当初は中央競馬のGIシーズンを中心にGIとそれに直結するトライアル・ステップレース（日曜開催分）の結果を江川と高橋が土曜日に予想し、その予想をもとに勝馬投票券を購入し、100万円の獲得を目指した。この100万円とは払戻金の累計額であり、そのために使った金額については考慮しないルールであった。獲得金で一口馬主の権利（ファーストゴシップ・バーボンカントリーの2頭）を実際に購入したこともあった。1997年に『「夢競馬」奮戦記』の題で書籍化された(ISBN 978-4820396291)。
競馬頭脳
杉本清のレギュラー入りに伴い開始された競馬コーナー。江川と杉本がGIレースを土曜日に予想し、どちらが多く儲けられたかを争っていた。負けた方には罰ゲームもあった。しかしあまりにも当たらないため、最後のシーズンとなった2001年春季は江川と杉本が共同で予想し、ノルマ金額を達成（元手よりも1円でも多くする）する形式となった。
競馬家族
2001年秋 - 2002年春のGIシーズンに展開されていた競馬コーナー。一般視聴者からの依頼を受け、江川と杉本が競馬予想でお金を増やすという企画であった。
競馬研究所
2002年秋 - 2003年秋のGIシーズンに展開されていた競馬コーナー。江川所長と杉本相談役が競馬による財テクを目指す。厳密には2003年春季は「競馬研究所2」、同年秋季は「競馬研究所・下半期」というタイトル。当初、江川所長と杉本相談役の衣装は白衣だったが、2003年春の成績が好調だったため、秋季は金ピカの衣装となった。
競馬学園→競馬学院
2004年春のGI期間からスタートした競馬コーナー。杉本清が先生、その他の出演者は生徒役（江川は学級委員長）に扮し、江川と杉本がその週のGIレースを予想する（2005年春季以降は、江川や杉本に待ったをかける立場で武田も毎回予想に参加）。なお、2004年秋は三連単の予想をしていた。その日の放送にゲストがいる場合、ゲストも転校生という設定でコーナーに参加することもある（過去には蛍原徹、谷繁元信、三浦大輔が転校生として出演。松坂大輔もコーナー放送日にゲスト出演したことがあるが転校生としての出演なし）。また、2005年春季の最終週では徳光和夫が理事長役としてVTR出演した（徳光は競馬学園以前の競馬コーナーにも稀にVTR出演して予想を展開していた）。
2004年秋のGI期間では主に尾崎豊の曲が、2005年春及び2006年春のGI期間ではアニメ「新世紀エヴァンゲリオン」の劇伴音楽(06年は魂のルフラン)が、2005年秋のGI期間では主にBOØWYの曲がBGMとして使用されている。
2005年秋のGIシーズンではリニューアルして「競馬学院」に改題され、それまでの田舎の学校風のセットから、名門私立学校風のセットに変更された（本来、2005年春の最終週の土曜日に、江川らが馬券を外した場合にコーナーを廃止することを徳光が宣言していたが、結局江川らだけでなく徳光本人も外したため、リニューアルという形で落ち着いた）。2006年春のGIシーズンをもってコーナー廃止。
週刊都並ニュース
都並の出演が週1回のみとなった際に放送されていたサッカーコーナー。
NFLの花道
花田勝がNFL挑戦に伴い一時降板していた頃に放送。花田のNFL挑戦を追ったドキュメント。
土俵際解説
相撲期間のみ展開される、花田勝の相撲コーナー。角界の話題を伝える「花田ヘッドライン」も内包。2005年度名古屋場所以降は花田勝の一時休養に伴いコーナー休止（これは二子山親方死去を発端とする一連の騒動の影響によるものと思われる）。
絵馬に願いを…
2006年秋のGI期間からスタートした競馬コーナー。

## 歴代テーマソング
- ｢サラバ涙の夜｣BROSS（1994年4月2日 - 6月26日）※期間中はオープニングテーマソング及びアイキャッチで使用。1994年8月から2000年頃までオープニングから提供クレジットまでの数秒間、曲のイントロだけ使用された。
- ｢HAPPY GO LUCKY｣東京スカパラダイスオーケストラ（1994年7月2日 - 10月2日）※2000年頃までアイキャッチはこの曲で固定されていた。
- ｢わかってない｣北村雅英（トミーズ雅）（1995年 - 1996年）
- ｢Will｣U-SKE ASADA（1996年）
- ｢Into the Sky｣高中正義（1997年）
- ｢Real Life｣SING LIKE TALKING（1997年）
- ｢この世で一番大切なもの｣椎名へきる（1998年）
- ｢翼｣BIIR（1999年）
- ｢FREEDOM｣Twigy,You The Rock★＆Keyco（2001年10月 - 12月）
- ｢try your emotion｣w-inds.（2002年1月 - 3月）※同局の2002年ソルトレークシティオリンピック中継テーマ曲を兼ねた
- ｢∞INFINITY｣愛内里菜（2002年4月 - 2004年3月）
- ｢Kiss Me｣Janne Da Arc（2004年4月7日 - 5月30日）
- ｢Grow into shinin' stars｣SweetS（2004年6月5日 - 7月31日）
- ｢ASAHI〜SHINE&GROOVE〜｣大黒摩季（2004年8月1日 - 9月26日）
- ｢STEP UP!｣愛内里菜（2004年10月2日 - 12月26日）
- ｢For the future｣Do As Infinity（2005年1月1日 - 3月27日）
- ｢You look at me〜one｣倉木麻衣（2005年4月2日 - 6月26日）
- ｢fairyland｣浜崎あゆみ（2005年7月2日 - 9月25日）
- ｢Friday Party｣AAA（2005年10月1日 - 10月30日）
- ｢抱きしめる｣BoA（2005年11月5日 - 12月25日）
- ｢TOKYO通信〜Urbs Communication〜｣SOUL'd OUT（2006年1月1日 - 2月19日）
- ｢Startin'｣浜崎あゆみ（2006年2月25日 - 3月26日）
- ｢フレンジャー｣大塚愛（2006年4月1日 - 5月28日）
- ｢Diamond Wave｣倉木麻衣（2006年6月3日 - 7月30日）
- ｢UN ROCK STAR｣ORANGE RANGE（2006年8月5日 - 8月27日）
- ｢アイ ノ コトバ｣hitomi（2006年9月2日 - 9月30日）
- ｢Starlight Destiny｣SOUL'd OUT（2006年10月1日 - 11月26日）
- ｢Joyful,Joyful｣宮川愛（2006年12月2日 - 2007年1月28日）
- ｢CROSS SEASON｣玉置成実（2007年2月3日 - 3月31日）
- ｢SEVENTH HEAVEN｣L'Arc〜en〜Ciel（2007年4月1日 - 6月3日）
- ｢SUNSHINE｣AAA（2007年6月9日 - 7月29日）
- ｢明日のために｣上木彩矢（2007年8月4日 - 9月30日）
- ｢Yellow｣木村カエラ（2007年10月6日 - 11月25日）
- ｢お元気で!｣槇原敬之（2007年12月1日 - 2008年1月27日）
- ｢We can do it!!｣中川翔子（2008年2月2日 - 3月30日）
- ｢HEY!｣愛内里菜（2008年4月5日 - 5月31日）
- ｢Joyful Smile｣BoA（2008年6月1日 - 7月27日）
- ｢Shiny GATE｣中川翔子（2008年8月2日 - 9月28日）※ここまで「スポーツうるぐす」番組テーマソング
- ｢無責任ヒーロー｣関ジャニ∞（2008年10月4日 - 12月21日）※ここから「SUPERうるぐす」番組テーマソング
- ｢咲いて生きよ｣関ジャニ∞（2009年1月3日 - 3月29日）
- ｢Rain Is Fallin'｣w-inds.×G-DRAGON(BIGBANG)（2009年4月4日 - 5月31日）
- ｢Faraway 〜星に願いを〜｣GACKT（2009年6月6日 - 7月26日）
- ｢IKAROS｣ORANGE RANGE（2009年8月1日 - 9月27日）
- ｢不景気なんてぶっとばせ!!｣SEAMO（2009年10月3日 - 11月29日）
- ｢To The Attack｣上木彩矢（2009年12月5日 - 2010年1月31日）
- ｢アンビリーバボー feat. TAKUYA｣mihimaru GT（2010年2月6日 - 3月28日）

## スタッフ
- 構成：榊原直樹、村上知行、乙川恒樹、鈴木浩介、橋本大介、伊藤諭、吉村幹彦
- TM：牛山雅博
- TD：掛川陽三郎、杉本裕治、石渡敏幸
- SW：村松明、高梨正利、米田博之、三井隆裕
- カメラ：中川昭生、三井隆裕、榎本丈之、村上和正、渡辺滋雄
- 音声：鈴木佳一、池田正義、今野健、三石敏生
- 調整：八木一夫、鈴木昭博、矢田部昭
- 照明：関真久、佐野広之、高橋明宏
- 美術：磯村英俊、小林俊輔
- 音効：高崎正広、大石幹夫
- TK：石島加奈子、林恵潤佳（土曜日）
- デスク：平柳晴淑、生田目瑞穂
- アシスタントプロデューサー：高橋和則
- ディレクター：福田一真、福田真司、増田泰洋、岡本雄樹、野崎智史、藤木一葉、穂積武信、塚崎寿、興石孝宏、水田貴久、野村征司、大澤昌弘
- 演出：津郷大吾、石井博
- 総合演出：渡瀬慶吾、道坂忠久
- プロデューサー：伊東修、岩崎泰治/伊在井千晴、萬屋智成、五十嵐貢
- チーフプロデューサー：実成俊也
- 制作協力：パッション、AX-ON
- 製作著作：日本テレビ

### 過去のスタッフ
- チーフプロデューサー：小湊義房→林隆一郎→中山良夫→長尾泰希→黒岩直樹→今村司→山田克也
- プロデューサー：柴田哲志、西晃宏ほか
- 演出：高野子賢一、紀内良彦、池上昌志
- ディレクター：伊左井千晴、木戸弘士、木村祐也、清水義郎、日比谷祐子、山下柚樹、山中孝之、鈴木和宣ほか
- 美術：星野充紀
- デスク：小峰直義、福井智之
- 広報：丸山能明